# Al-Burj (Hebron)
Al-Burj (àrab: البرج, al-Burj) és una vila palestina de la governació d'Hebron, a Cisjordània, situada 20 kilòmetres al sud-oest d'Hebron. Segons l'Oficina Central Palestina d'Estadístiques tenia 3.405 habitants el 2016. Les instal·lacions d'atenció primària de salut del poble són designades pel Ministeri de Salut com a nivell 2.

## Història
En 1838, el-Burj va ser considerat com un lloc "en ruïnes o abandonat", part de la zona entre la muntanya i la Franja de Gaza, però subjecte al govern d'el-Khulil.
Durant el cens de Palestina de 1931 la població d'al Burj era comptada amb la de Dura.
Després de la Guerra araboisraeliana de 1948 i els acords d'armistici de 1949, Al-Burj va quedar sota un règim d'ocupació jordana. El 25 de febrer de 1953, cinc pastors àrabs, yun d'ells de 16 anys, van ser assassinats i mutilats per Israel en l'anomenat afer Har-Zion Des de la Guerra dels Sis Dies en 1967, al-Burj ha romàs sota ocupació israeliana.